# Knivtjärnen, Gästrikland
Knivtjärnen är en sjö i Hofors kommun i Gästrikland och ingår i Gavleåns huvudavrinningsområde.